# Villers-le-Gambon
Pour les articles homonymes, voir Villers et Gambon.
Villers-le-Gambon (en wallon Vilé-l'-Gambon) est une section de la ville belge de Philippeville située en Wallonie dans la province de Namur.
C'était une commune à part entière avant la fusion des communes de 1977.
Villers est surtout connu pour ses eaux minérales, Villers-Monopole et pour son site d'entraînement spéléologique[réf. souhaitée].

## Évolution démographique
- Source: DGS, 1831 à 1970=recensements population, 1976= habitants au 31 décembre

## Histoire
C'est à la suite des aveux de Léopold Ravet qui avait avoué à une de ses maîtresses avoir participé à un vol à Villers-le-Gambon, que fut arrêtée en 1893 toute la Bande Noire qui terrorisait l'Entre-Sambre-et-Meuse vers les années 1860.
La gare de Villers-le-Gambon, ouverte en 1862, était desservie par des trains de voyageurs reliant Florennes à Doische sur la ligne de Châtelineau à Givet. Les trains de voyageurs ont disparu en 1954. Un gîte a désormais été aménagé dans l'ancien bâtiment de la gare.

## Patrimoine et culture

### Patrimoine architectural
- Eglise Saint-Remi. Construite en 1850 en style néo-gothique par l'architecte Piret[2].
- Cité Jardins. Ensemble de maisons construites en 1924 pour les ouvriers marbriers de la Société des carrières de Villers-le-Gambon. Elle est une des rares cités jardins de l'Entre-Sambre-et-Meuse[2].
- Ancien Château de la Mosée ou ferme Mathieu, situé au lieu-dit Al Cour. Etabli près du ruisseau du Grand Pré, gros volume probablement du XVIIIe siècle[2].
- Ancienne maison communale, rue Père Heugens. Bâtisse de style néo-classique du 2e tiers du XIXe siècle[3].
- Chapelle Saint-Roch, rue Père Heugens. Construction de la 1re moitié du XIXe siècle[3].